# Związek gmin Oberes Renchtal
Związek gmin Oberes Renchtal – związek gmin (niem. Gemeindeverwaltungsverband) w Niemczech, w kraju związkowym Badenia-Wirtembergia, w rejencji Fryburg, w regionie Südlicher Oberrhein, w powiecie Ortenau. Siedziba związku znajduje się w mieście Oppenau, przewodniczącym jego jest Thomas Grieser.
Związek zrzesza jedno miasto i jedną gminę wiejską:
- Bad Peterstal-Griesbach, 2 698 mieszkańców, 41,24 km²
- Oppenau, miasto, 4 850 mieszkańców, 73,04 km²